# Уни (Кировская область)
Уни́ — посёлок городского типа в России, административный центр Унинского района Кировской области. Центр Унинского городского поселения.
Расположен в верховьях реки Лумпун (бассейн Вятки), в 74 км к югу от железнодорожной станции Фалёнки (на Транссибе). Расстояние до областного центра города Кирова — 189 км.

## История
Уни основаны в 1646 году. В 1762 году получили статус села. 19 сентября 1874 года в селе открылась Унинская больница. В 1875 году при больнице был открыт филиал Глазовской аптеки. 9 февраля 1897 года открыта Унинская народная библиотека. В 1905 году в Унях открыто общество трезвости, занимавшееся организацией культурного досуга. После Октябрьской революции был организован народный дом, объединивший общество трезвости и театр. В 1923 году организован Унинский сельсовет. 10 июня 1929 года указом ВЦИК образован Унинский район с центром в селе Уни. 14 ноября 1959 года Унинский район был включён в состав Фалёнского. 12 января 1965 года Уни получили статус посёлка городского типа, Унинский район воссоздан в прежних границах.

## Население
| 1970  | 1979  | 1989  | 2002  | 2009  | 2010  |
| ----- | ----- | ----- | ----- | ----- | ----- |
| 3962  | ↗4554 | ↗5051 | ↘4916 | ↗5049 | ↘4592 |
| 2012  | 2013  | 2014  | 2015  | 2016  | 2017  |
| ↘4566 | ↘4497 | ↘4379 | ↘4374 | ↘4338 | ↘4233 |
| 2018  | 2019  | 2020  | 2021  |       |       |
| ↘4167 | ↘4067 | ↘3973 | ↘3711 |       |       |

## Экономика
В посёлке работают Унинский маслозавод, Малиновский мясокомбинат, мебельное производство. В большом объёме развита деревообрабатывающая промышленность. На территории Унинского района имеется месторождение нефти (объём запасов оценивается в десятки миллионов тонн), но содержание в ней тяжёлых сернистых соединений несколько выше, чем в нефти марки URALS. Большедубровские минеральные источники также относятся к памятникам природы. Лечебные грязи относятся к высококачественным сильнодействующим водородным сернистосолёным с обильным содержанием сероводорода. Минеральная вода хлоридно-натриевая, содержит около 12 % поваренной
соли, пригодна для лечебных ванн. Достоинство Унинской курортной точки заключается в том, что лечебная и минеральная вода находятся в одном месте.

## Культура
- В посёлке Уни работает историко-краеведческий музей, детская музыкальная школа центральная и детская библиотеки районной библиотечной системы, центральный дом культуры.

## Известные люди
- В селе родился Владислав Владимирович Заболотский (1911-1986) — русский советский поэт, переводчик, журналист, редактор. Главный редактор Кировского книжного издательства, Кировского отделения Волго-Вятского книжного издательства.

## Достопримечательности[19]
Памятники истории
- Здание, в котором располагался штаб 30-й дивизии 2-й армии Восточного фронта РККА (1918—1919 гг).
- Школа, в которой учился лауреат Ленинской премии, доктор физико-математических наук В. С. Обухов (1918—1926 гг).
- памятник А. А. Соболеву и П. Т. Ефремовой, погибшим во время коллективизации.

Объекты, представляющие историко-культурную ценность
- Александро-Невская церковь.
- Старинные дома постройки (конец XIX — начало XX веков).

Памятники археологии
- урочище Шаймы.

## СМИ
Издаётся районная газета «Сельский труженик».